# Rio Bacta
O Rio Bacta é um rio da Romênia afluente do rio Mureş, localizado no distrito de Harghita.